# Hydromorphus concolor
Espèce
Synonymes
- Hydromorphus clarki Dunn, 1942

Statut de conservation UICN

 LC  : Préoccupation mineure
Hydromorphus concolor  est une espèce de serpents de la famille des Dipsadidae.

## Répartition
Cette espèce se rencontre au Guatemala, au Honduras, au Nicaragua, au Costa Rica, au Panama et en Colombie.

## Publication originale
- Peters, 1859 : Über die von Hrn. Dr. Hoffmann in Costa Rica gesammelten und an das Königl. Zoologische Museum gesandten Schlangen. Monatsbericht der Königlich-Preussischen Akademie der Wissenschaften zu Berlin, vol. 1859, p. 275-278 (texte intégral).